# Wilbury Twist
Wilbury Twist ist ein Lied der Traveling Wilburys, das diese 1990 für ihr zweites Album Traveling Wilburys Vol. 3 aufnahmen und das im März 1991 als Single A-Seite ausgekoppelt wurde.

## Hintergrund
Wilbury Twist ist das Schlusslied des Albums Traveling Wilburys Vol. 3 und wurde von den vier Mitgliedern der Traveling Wilburys geschrieben, die auch jeweils Zeilen des Liedes singen.
Der Text von Wilbury Twist ist eine humorvolle Anweisung wie man den Wilbury Twist tanzen soll, so lautet die zweite Strophe: „Hebe deinen anderen Fuß hoch, Und falle auf deinen Arsch, Steh wieder auf, Steckt Eure Zähne in ein Glas, Es gab noch nie so etwas, Es ist ein magisches Ding namens Wilbury Twist.“
Tom Petty und George Harrison unterstrichen den Humor des Liedes in Interviews, so sagte Petty im Oktober 1990 im BBC Radio: „Es ist schon lange in der Familie. Ein Großonkel, Chubby Wilbury, sang den Wilbury Twist“ Harrison ergänzte: „Ich glaube, er hat seinen Ursprung in dem Veitstanz im Mittelalter. Es zeigt sogar die Schritte.“
Wilbury Twist war die erste Singleauskopplung in den USA, da She’s My Baby dort nicht als Single veröffentlicht wurde. In Großbritannien und Deutschland war es die zweite Singleauskopplung.

## Aufnahme
Die Aufnahmen für Wilbury Twist fanden zwischen März und Mai 1990 in einem privaten Haus in Los Angeles, Bel Air, Kalifornien, das kurzfristig zu einem Studio eingerichtet wurde, statt. In George Harrisons Friar Park Studio, Henley on Thames (F.P.S.H.O.T.), Oxfordshire wurde Wilbury Twist im Juli 1990 fertiggestellt. Ausführende Produzenten des Liedes waren Jeff Lynne und George Harrison. Toningenieur war Richard Dodd.
Besetzung:
- Spike Wilbury (George Harrison): Gesang, Akustikgitarre, E-Gitarre
- Boo Wilbury (Bob Dylan): Gesang, Akustikgitarre
- Clayton Wilbury (Jeff Lynne): Gesang,  Akustikgitarre, E-Bass, Keyboard
- Muddy Wilbury (Tom Petty): Gesang, Akustikgitarre
- Buster Sidebury (Jim Keltner): Schlagzeug, Perkussion
- Jim Horn: Saxofon
- Ray Cooper: Perkussion

## Musikvideo
Zeitgleich zum Erscheinen von Wilbury Twist als Single wurde ein Musikvideo, das im Februar 1991 im Wilshire Ebell Theatre in Los Angeles entstand, veröffentlicht. Das Video zeigt die vier Traveling Wilburys mit dem Schlagzeuger Jim Keltner und den Saxofonisten Jim Horn, wie sie Wilbury Twist spielen. In dem Video haben Woody Harrelson, Whoopi Goldberg, Milli Vanilli, Cheech Marin, Ben und Kala Savage sowie Eric Idle und John Candy Gastauftritte.
In 2007 wurde ein weiterer Musikvideo veröffentlicht bei dem am Anfang nur Eric Idle und John Candy Gastauftritte haben und der Restvideo von Travelling Wilburys und dem Schlagzeuger Jim Keltner und dem Saxofonisten Jim Horn bestritten wird.

## Veröffentlichung
- Am 29. Oktober 1990 wurde in Großbritannien und am 6. November 1990 in den USA das Album Traveling Wilburys Vol. 3 veröffentlicht, auf dem sich Wilbury Twist befindet.
- Die Singleauskopplung Wilbury Twist / New Blue Moon (Instrumental Version) erschien am 25. März 1991 in Großbritannien und am 26. März 1991 in den USA. In Europa wurde neben einer 7″-Vinyl-Single[4] zusätzlich noch eine 5″-CD[5]/12″-Vinyl-Maxisingle:[6] Wilbury Twist / New Blue Moon (Instrumental Version) / Cool Dry Place veröffentlicht. In den USA wurde nur eine Kassetten-Single veröffentlicht.[7]
- Am 11. Juni 2007 erschien das remasterte Kompilationsalbum The Traveling Wilburys Collection auf dem sich auch Wilbury Twist befindet.

## Chartplatzierungen
Die Single konnte sich nicht in den Charts platzieren.

## Coverversionen
Es gibt mindestens eine bekannte Coverversionen von Wilbury Twist.